# Trent Navigation Company
Trent Navigation Company var ett företag som ansvarade för sjöfarten på floden Trent i England under åren 1783–1940.

### Fotnoter
1. ↑  ”Trent Navigation Company, 1780-1934” (på engelska). Nottinghams universitet. https://www.nottingham.ac.uk/manuscriptsandspecialcollections/collectionsindepth/water/trentnavigation.aspx. Läst 16 januari 2017.